# Rykynčice
Rykynčice (in ungherese Rakonca) è un comune della Slovacchia facente parte del distretto di Krupina, nella regione di Banská Bystrica.
Il patriota slovacco Ján Rotarides è nato nella frazione di Horné Rykynčice.